# Dortmund WCT 1982
Il Dortmund WCT 1982  è stato un torneo di tennis giocato sul sintetico indoor. È stata la 1ª edizione del Dortmund,che fa parte del World Championship Tennis 1982. Si è giocato a Dortmund in Germania, dal 15 al 21 novembre 1982.

## Campioni

### Singolare
Brian Teacher ha battuto in finale  Wojciech Fibak con il punteggio di 6–7 6–2 6–4 2–6

### Doppio
Pavel Složil /  Tomáš Šmíd hanno battuto in finale  Mike Cahill /  Francisco González con il punteggio di 6–2, 6–7, 6–1